# Claude Campos
Claude Campos (Rio de Janeiro, 1945) è un ex calciatore brasiliano, di ruolo portiere.

## Carriera
Dopo aver giocato in patria con il Bonsucesso e l'Atlético Mineiro, Campos si trasferì negli Stati Uniti d'America per giocare nei Syracuse Scorpions, club dell'American Soccer League.
Con gli Scorpions raggiunse la finale dell'ASL 1969, persa contro i Washington Darts.
Nel 1970 segue il suo allenatore Salvatore De Rosa ai Rochester Lancers, franchigia nel quale militò sino al 1974 nella North American Soccer League.  
Per la sua divisa da gioco totalmente nera, chioma e barba nera, abbinati ai suoi riflessi felini, fu soprannominato dai tifosi The Black Cat.
Con i Lancers vinse la NASL 1970, battendo in finale i Darts. Campos giocò da titolare entrambi gli incontri delle finali.
Anche nella stagione seguente si distinse per il suo rendimento, nonostante sia stato costretto a saltare buona parte del torneo a causa di un infortunio di gioco in una partita contro i Toronto Metros, nel quale si ruppe la mandibola in cinque punti. Con i Lancers partecipa alla CONCACAF Champions' Cup 1971, unica franchigia della NASL a partecipare alla massima competizione nordamericana per club: chiuse la coppa al quarto posto della fase finale del torneo.
È considerato il miglior portiere della storia del Lancers.
Lasciati i Lancers gioca dapprima nei New Jersey Brewers per poi chiudere la carriera agonistica nell'Elizabeth S.C. nel 1976.

## Palmarès
- Campionato NASL: 1

Rochester Lancers: 1970